# UTC−10:30
UTC–10:30 је бивша временска зона која више није у употреби.

## Историја
Хаваји је користио UTC−10:30 од 1896. до 1947. године, када се временска зона мењала на UTC−10:00.